# Viktoria Póstnikova
Viktoria Valentínovna Póstnikova (en ruso: Виктория Валентиновна Постникова) es una pianista rusa nacida el 12 de enero de 1944 en Moscú.

## Biografía
Proveniente de una familia de músicos, dio su primer concierto a los siete años, un año después de iniciar sus estudios musicales en la Escuela Central de Música de Moscú (1950-196 ). Después ingresó al Conservatorio de Moscú donde siguió clases con el gran maestro de pianistas Jacob Flier (1962-1967). Obtuvo una mención de honor en el Concurso Internacional de Piano Frédéric-Chopin de Varsovia en 1965, y en 1968 ganó el primer premio en el Concurso Internacional de Música Vianna da Motta de Lisboa. En 1966, llamó mucho la atención en el Concurso Internacional de Piano de Leeds.

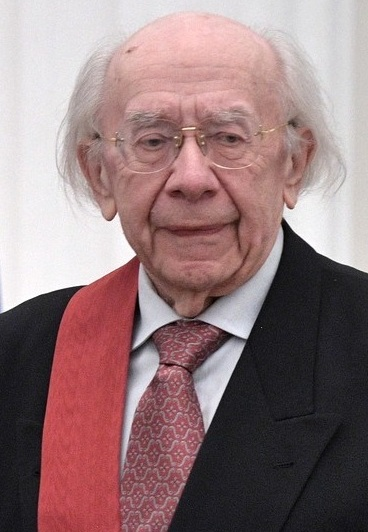
El director Guennadi Rozhdéstvenski, esposo de Póstnikova

Ese mismo año se casó con el director de orquesta Guennadi Rozhdéstvenski, con quien  y su hijo es el violinista Sacha Rozhdéstvenski.
En 1970 Viktoria Póstnikova ganó el tercer premio tras Vladímir Kráinev y John Lill que compartieron el primer premio, en el Concurso Internacional Chaikovski de Moscú, lo que marcó el verdadero comienzo de su carrera.
En octubre de 1995, el matrimonio Rozhdéstvenski-Póstnikova canceló una interpretación de obras de Prokófiev prevista para el día siguiente en el Teatro de los Campos Elíseos con la Orquesta Nacional de Francia. En una carta enviada a Claude Samuel, director musical de Radio-Francia, explicaron que él y su esposa no podían trabajar con esa orquesta, ya que sus músicos eran indisciplinados, distraídos y estaban insuficientemente preparados.
En 2004, Viktoria Póstnikova recibió el premio Artistas del Pueblo de Rusia.

## Colaboraciones
Viktoria Póstnikova ha colaborado con muchos directores, entre ellos Adrian Boult, Colin Davis, Kiril Kondrashin, Kurt Masur y sobre todo con su marido, Guennadi Rozhdéstvenski.
Ha trabajado entre otras con la Orquesta Sinfónica del Ministerio de Cultura de la URSS, la Filarmónica de Berlín, la Orquesta Real del Concertgebouw, la Orquesta Sinfónica de Londres, la Orquesta Filarmónica Real, la Filarmónica de Nueva York, Cleveland, Filadelfia, la Orquesta Sinfónica de Boston, la Orquesta Sinfónica de Viena así como con la Orquesta Sinfónica de la BBC.
También ha colaborado en dúo a cuatro manos con Irina Schnittke.

## Repertorio
Su repertorio incluye los conciertos completos para piano de Beethoven, Chaikovski, Chopin, Brahms, así como obras para piano de Bach, Músorgski, Schumann, Rajmáninov, Liszt, Scriabin y conciertos de Mozart y Haydn. Sin embargo, Póstnikova afirma tener un apego a la música del siglo XX, donde es una intérprete particularmente popular de Bartók, Britten, Shostakóvich, Prokófiev y Schnittke. Alfred Schnittke le dedicó su Concierto Grosso n.º 6 para piano, violín y orquesta.
Uno de sus proyectos más ambiciosos fue la grabación de las relativamente poco conocidas, obras completas para piano de Chaikovski (editadas por Erato).
En música de cámara interpretó con Yehudi Menuhin las sonatas para piano y violín de Brahms, así como obras de Mozart, Beethoven y Bartók.